# Història de la mineralogia
La mineralogia, abans de ser una disciplina científica, es pot descriure a priori com una multitud de coneixements culturals, de vegades molt avançats i sorprenents, sobre el món miner i sobre els materials que componen la Terra. La seva història no comença fins al segle xvii i sobretot al final del segle xviii dins del significat de les ciències exactes, com a part de la història natural que tracta els minerals o cossos singulars directament o indirectament buscats, o fins i tot rebutjats, extrets de la mina o d'una operació subterrània. Però ja és present a les ciències antigues, fins i tot al Neolític.

## Inicis i evolució
Al principi, l'home va fixar la seva atenció en els minerals que podien servir-li per satisfer les seves necessitats. Des del primer moment va utilitzar el sílex, primer a partir de dipòsits superficials i més endavant fins i tot mitjançant explotacions subterrànies. Molt més endavant es van descobrir els metalls natius com l'or i la plata, que es deformaven fàcilment a causa de la seva mal·leabilitat. Més tard el coure natiu, que aviat va aprendre a extreure a partir d'alguns dels seus minerals, especialment de la malaquita i de l'atzurita.
Posteriorment va descobrir l'aliatge d'aquest amb l'estany donant-li més duresa, i el ferro que va ser fonamental per impulsar la civilització. També, en el Neolític, va començar la utilització de minerals com la variscita per fabricar adorns. Els metalls i la seva ocupació han donat nom a diversos períodes de la Prehistòria com Edat del Coure (calcolític), edat del bronze i Edat del Ferro. S'han trobat pintures egípcies de més de 5.000 anys en les quals es representen artesans treballant els minerals. Al començament del Neolític es van començar a gravar signes en les pedres brillants per augmentar els seus poders màgics i al final de la Prehistòria es van convertir en una espècie de moneda que intercanviaven per allò que desitjaven posseir.
Els primers escrits sobre mineralogia —la branca de la geologia que estudia les propietats físiques i químiques dels minerals—, especialment sobre pedres precioses, provenen de l'antiga Babilònia, de l'antic món grecoromà, de la Xina antiga i medieval —sembla que el document més antic relacionat amb minerals va ser el llibre xinès San Hey Din (500 aC) que suggeria 17 minerals—, i dels textos sànscrits de l'Antiga Índia. Aristòtil va reunir tot el saber de la seva època especialment en ciències naturals. El seu successor, Teofrast d'Eresos va escriure el que es pot considerar el primer tractat de mineralogia, Pery Lyton [Sobre les pedres], del que es conserva un fragment bastant extens i un tractat dels metalls que es va perdre. Plini el Vell, en la seva obra Naturalis Historia —llibres 33, 34, 36 i 37— va recopilar tot el que en aquella època se sabia sobre mineria i mineralogia, no només van descriure molts minerals diferents, sinó també explicant moltes de les seves propietats, encara que deixant sense resposta la regularitat que presenten els cristalls. El mateix va fer el científic persa Al-Biruní a Kitab al Jawahir ('Llibre de pedres precioses'). Isidor de Sevilla en la seva Etymologiae va salvar la cultura clàssica per a la posteritat, en el llibre XVI dedica 24 capítols a la mineralogia, aquesta obra ha passat a la posteritat amb el nom de Lapidari de Sant Isidor. En el segle XIII el filòsof alemany Albert el Gran en la seva obra De mineralibus descriu una sèrie d'espècies mineralògiques. El rei de Castella i Lleó, Alfons X "El Sabi" va publicar el llibre El lapidari, curiós estudi dels minerals en el qual incloïen les pedres precioses en la seva relació amb els signes del zodíac.
L'especialista del Renaixement alemany Georg Bauer (Georgius Agricola) va escriure obres en llatí que van començar l'enfocament científic del tema, com De Natura Fossilium (1546) i De re metallica (publicada de manera pòstuma el 1556, amb privilegi i llicència del rei Enric IV de França, de la qual es van fer traduccions a l'alemany i a l'italià en aquest mateix segle. Les edicions en castellà i anglès es van publicar al segle XX). La seva obra constava de 12 llibres o capítols tractant quant es referia a la mineria i mineralogia amb 291 gravats. I va ser a l'Europa posterior al Renaixement quan es van emprendre els estudis científics sistemàtics dels minerals i les roques. L'estudi modern de la mineralogia basat en els principis de la cristal·lografia (els orígens de la cristal·lografia geomètrica, en si mateixos, es remunten a la mineralogia practicada als segles xviii i xix) i a l'estudi microscòpic de les seccions de roca va començar amb la invenció del microscopi al segle xvii.
El 1669, l'anatomista i geòleg danès Niels Stensen, va observar per primera vegada la regularitat geomètrica en la formació dels cristalls, la llei de la constància dels angles interfacials (també coneguda com la primera llei de la cristal·lografia) en els cristalls de quars.:4 Això va ser més tard generalitzat i establert experimentalment el 1783 per Jean-Baptiste Romé de l'Isle, que va confirmar el descobriment de la constància dels angles diedres dels cristalls d'una mateixa espècie mineral, que ja havia estat descrita pel professor Lomonosov el 1645. René Just Haüy, sacerdot, físic i mineralogista francès considerat el «pare de la cristal·lografia moderna», a causa de la caiguda d'un cristall de calcita, va descobrir que tots els cristalls d'aquest mineral estaven composts per l'addició de romboedres elementals cada vegada menors quan es trencava un nou fragment, fins a cristalls pràcticament invisibles a simple vista. En la seva obra Traité de la cristallographie va establir les bases d'una nova ciència, la cristal·lografia, que agrupa els cristalls segons la simetria de la seva cristal·lització i va demostrar que els cristalls són periòdics i va establir que les orientacions de les cares dels cristalls es poden expressar en termes de nombres racionals, com es va codificar més endavant en els índexs de Miller.:4
El francès Auguste Bravais va asseure les bases de l'estructura cristal·lina. A partir de la invenció el 1809 del goniòmetre de reflexió per William Hyde Wollaston, es van realitzar amb més exactitud les mesures angulars en els cristalls.
El 1814, el químic suec Jöns Jacob Berzelius, basant-se en algunes troballes d'Eilhard Mitscherlich, va introduir una classificació dels minerals basada en la seva química en lloc d'en la seva estructura de cristall. William Nicol va desenvolupar el prisma de Nicol, que polaritza la llum, en 1827-1828 mentre estudiava la fusta fossilitzada; Henry Clifton Sorby va demostrar que les seccions primes dels minerals podien identificar-se per les seves propietats òptiques utilitzant un microscopi de llum polaritzada.:4:15 James D. Dana va publicar el 1837 la seva primera edició de A System of Mineralogy i en una edició posterior va introduir una classificació química que segueix sent la norma.:4:15
En el segle XIX i principis del segle XX la mineria va aconseguir gran difusió i, per tant, també el col·leccionisme de minerals que va motivar la possibilitat de trobar abundants peces de gran valor i la creació de grans museus a Europa i l'Amèrica del Nord.
Al segle xx, la difracció de rajos X va ser demostrada per Max von Laue el 1912, i ja desenvolupada, es va convertir en una eina per analitzar l'estructura cristal·lina dels minerals per part de l'equip pare/fill William Henry Bragg i William Lawrence Bragg.:4
Més recentment, la ciència —impulsada pels avanços en la tècnica experimental (com la microscòpia electrònica, el microanàlisis per rajos X o la difracció de neutrons) i el poder computacional disponible, l'últim dels quals ha permès simulacions a escala atòmica extremadament precises del comportament dels cristalls—, s'ha diversificat per considerar problemes més generals en els camps de la química inorgànica i de la física de l'estat sòlid. No obstant això, manté el seu enfocament sobre les estructures cristal·lines que es troben comunament en els minerals formadors de roques (com les perovskites, els minerals argilencs i els silicats estructurals). En particular, el camp ha fet grans avanços en la comprensió de la relació entre l'estructura a escala atòmica dels minerals i de la seva funció; en la naturalesa, serien exemples destacats el mesurament i predicció precises de les propietats elàstiques dels minerals, la qual cosa ha portat a una nova comprensió del comportament sismològic de les roques i les discontinuïtats relacionades amb la profunditat en els sismogrames del mantell terrestre. Per a aquest fi, en el seu enfocament sobre la connexió entre els fenòmens d'escala atòmica i les propietats macroscòpiques, les ciències minerals (com les hi coneix comunament) mostren tal vegada més una superposició amb la ciència dels materials que qualsevol altra disciplina.

## Europa i Orient Mitjà

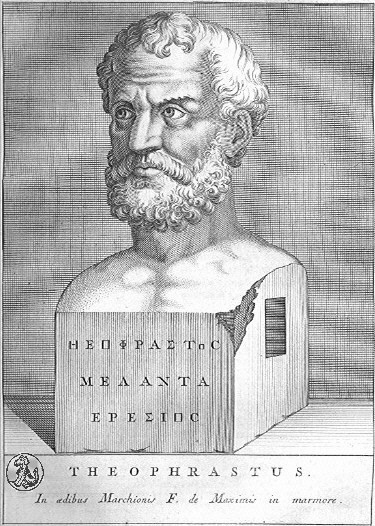
Teofrast

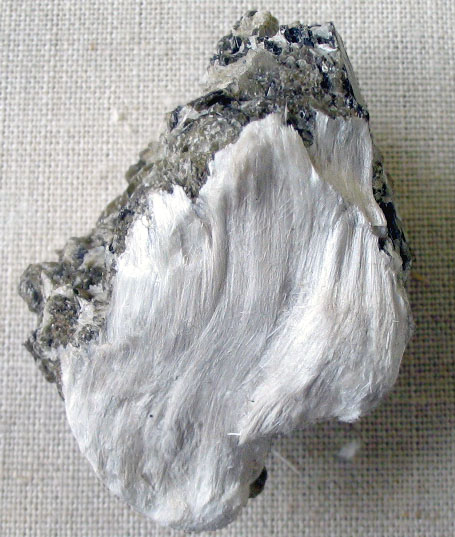
Amiant fibrós sobre moscovita

Els escriptors antics grecs Aristòtil (384-322 aC) i Teofrast (370-285 aC) van ser els primers autors en la tradició occidental a escriure sobre els minerals i les seves propietats, així com a donar explicacions metafísiques sobre ells. El filòsof grec Aristòtil va escriure Meteorologica, i en ella va hipotetitzar que totes les substàncies conegudes estaven compostes d'aigua, aire, terra i foc, amb les propietats de sequedat, humitat, calor i fred. El filòsof i botànic grec Teofrast va escriure De Mineralibus, en la qual acceptava l'opinió d'Aristòtil, i dividia els minerals en dues categories: aquells afectats per la calor i aquells afectats per la humitat.
La teoria metafísica d'Aristòtil sobre l'emanació i exhalació (anathumiaseis) incloïa una primerenca especulació sobre les ciències de la terra, inclosa la mineralogia. Segons la seva teoria, encara que se suposava que els metalls es congelarien mitjançant l'exhalació humida, l'exhalació gasosa seca (pneumatodestera) era la causa eficient dels minerals oposats en el sòl de la Terra. Va postular aquestes idees utilitzant exemples d'humitat en la superfície de la terra (un vapor humit «potencialment com a aigua»), mentre que l'altre era de la pròpia terra, pertanyent als atributs de calent, sec, fumat i altament combustible («potencialment com a foc»). La teoria metafísica aristotèlica va tenir una àmplia influència des de l'antiguitat en les teories oposades en l'Europa medieval posterior, com va assenyalar l'historiador Berthelot:
| «           | La teoria de les exhalacions va ser el punt de partida d'idees posteriors sobre la generació dels metalls a la Terra, que trobem amb Procle i que va regnar al llarg de l'edat mitjana. | The theory of exhalations was the point of departure for later ideas on the generation of metals in the earth, which we meet with Proclus, and which reigned throughout the middle ages. | » |
| — Berthelot | | |   |

La terminologia grega antiga sobre els minerals també s'ha incorporat i generalitzat al llarg del temps en els temps moderns. Per exemple, la paraula grega asbestos (que significa 'inextinguible' o 'insaciable'), per designar el mineral inusual conegut avui dia que conté estructura fibrosa. Els historiadors antics Estrabó (63 aC-19 dC) i Plini el Vell (23-79 dC) van escriure sobre l'asbest, sobre les seves qualitats i origen, amb la creença hel·lenística que era d'un tipus de vegetal. Plini el Vell ho va catalogar com un mineral comú a l'Índia, mentre que l'historiador xinès Yu Huan (239-265) va enumerar aquesta «tela ignífuga» com un producte de l'antiga Roma o d'Aràbia (en xinès: Daqin). Encara que la documentació sobre els minerals en l'antiguitat no s'ajusta a la forma de la classificació científica moderna, si va haver-hi un extens treball escrit sobre mineralogia primerenca.

### Plini el Vell

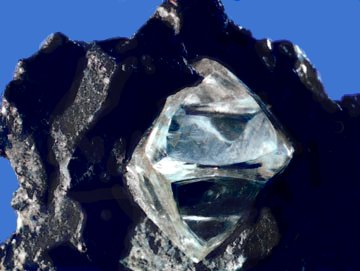
Forma octaèdrica del diamant

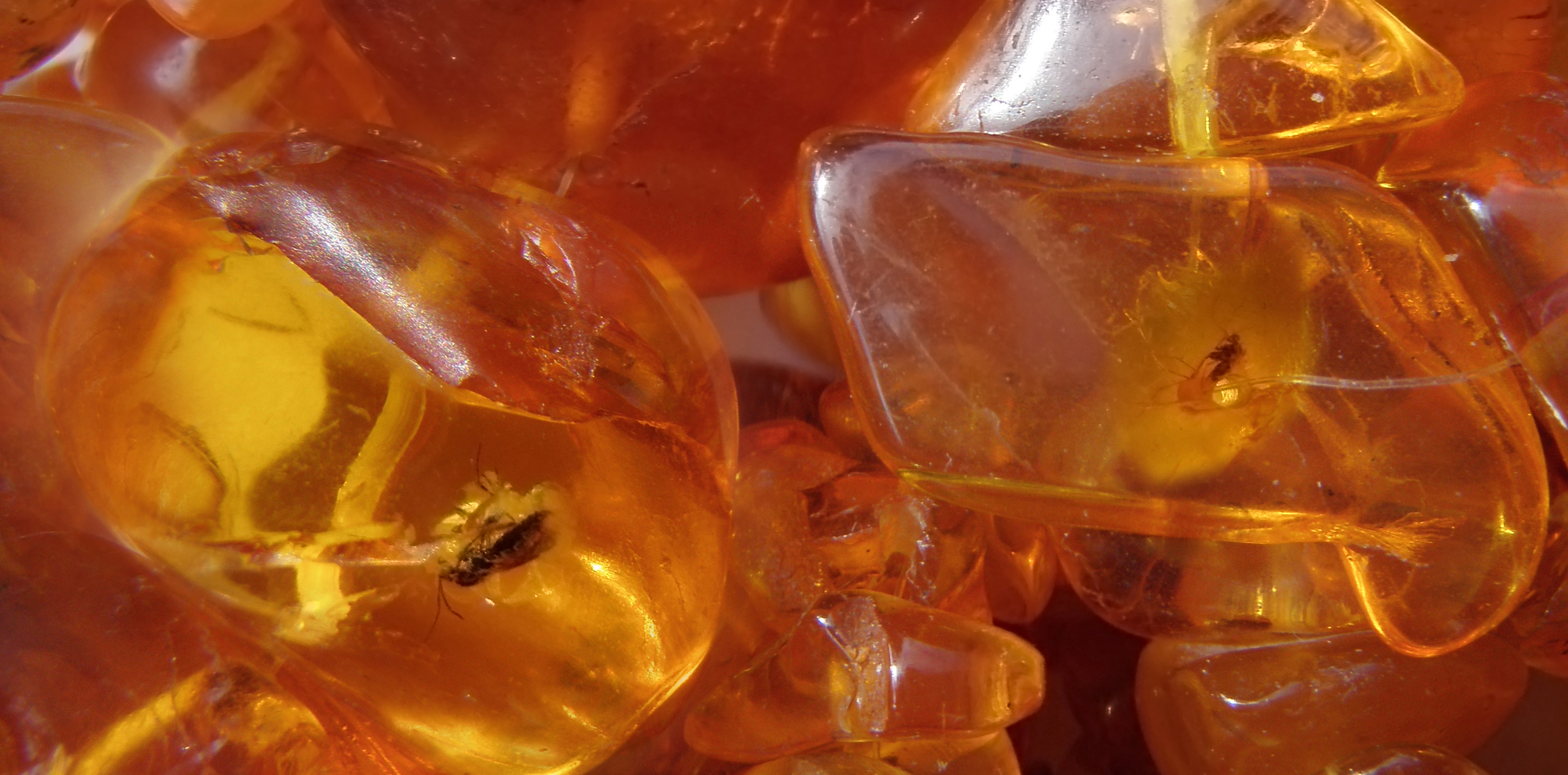
Collaret d'ambre bàltic amb insectes atrapats

Plini el Vell, per exemple, va dedicar cinc volums complets de la seva obra Naturalis Historia (77 dC a la classificació de «terres, metalls, pedres i gemmes». No solament descriu molts minerals desconeguts o no tractats per Teofrast, sinó que també analitza les seves aplicacions i propietats Va ser el primer a reconèixer correctament l'origen del ambre, per exemple, com el romanent fossilitzat de resina d'arbre a partir de l'observació d'insectes atrapats en algunes mostres. Va asseure la base de la cristal·lografia en parlar del hàbit dels cristalls, especialment de la forma octaèdrica del diamant. La seva discussió sobre els mètodes de mineria no va tenir rival al món antic i incloïa, per exemple, un relat d'un testimoni ocular sobre la mineria d'or en el nord d'Espanya, un relat que està totalment confirmat per les investigacions modernes.
No obstant això, abans dels treballs fundacionals més definitius sobre mineralogia al segle xvi, els antics no van reconèixer més que aproximadament 350 minerals que van enumerar i van descriure.

### Jabir i Avicena
Amb filòsofs com Procle, la teoria del neoplatonisme també es va difondre en el món islàmic durant l'edat mitjana, proporcionant una base per a les idees metafísiques sobre la mineralogia en el Orient Mitjà medieval. Els científics islàmics medievals també van ampliar això, inclòs el científic persa Ibn Sina (ابوعلى سينا / پورسينا), (980-1037), també conegut com a Avicena, que va rebutjar l'alquímia i la noció anterior dels metafísiques grecs que els elements metàl·lics i uns altres podien ser transformats uns en uns altres. No obstant això, la qual cosa era en gran manera cert de les antigues idees metafísiques gregues i medievals sobre la mineralogia, era el lent canvi químic en la composició de l'escorça de la Terra. També va destacar l'alquimista i científic islàmic Jàbir ibn Hayyan (721-815), que va ser el primer a portar el mètode experimental a l'alquímia. Ajudat per les matemàtiques gregues i les matemàtiques islàmiques, va descobrir les síntesis per l'àcid clorhídric, l'àcid nítric, la destil·lació i la cristal·lització (les dues últimes són essencials per a la comprensió de la mineralogia moderna).

### Georgius Agricola, «pare de la mineralogia»

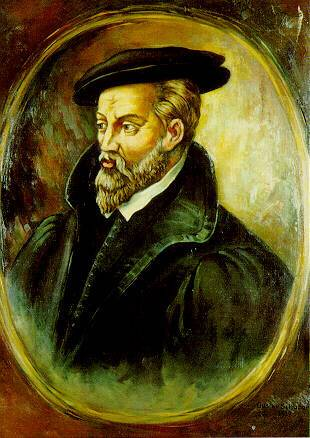
Agricola, autor de De re metallica

A principis del segle xvi, els escrits del científic alemany Germán Bauer, conegut pel pseudònim Georgius Agricola (1494-1555), en el seu Bermannus, sive de re metallica dialogus (1530) es consideren l'establiment oficial de la mineralogia en el sentit modern del seu estudi. Va escriure el tractat mentre treballava com a metge de la ciutat de Joachimsthal i feia observacions en el que era llavors un centre miner i d'indústries de fosa metal·lúrgica. En 1544, va publicar la seva obra escrita D'ortu et causis subterraneorum, que es considera l'obra fundacional de la geologia física moderna. En ell (igual que Avicena) criticava durament les teories exposades pels antics grecs, com Aristòtil. El seu treball sobre mineralogia i metal·lúrgia va continuar amb la publicació De veteribus et novis metallis en 1546, i va culminar en el seu treball més conegut, el De re metallica de 1556. Era una obra impressionant qen la que a més de descriure les aplicacions de la mineria, la refinació i la fosa dels metalls, incloïa discussions sobre la geologia dels cossos de mineral, sobre topografia, i sobre la construcció de mines i la seva ventilació. Elogiava a Plini el Vell pel seu treball pioner Naturalis Historia i feia extenses referències a la seva discussió sobre els minerals i els seus mètodes d'extracció. Durant els dos segles següents, aquesta obra es considerava el text més autoritzat sobre la mineria a Europa.
Agricola tenia moltes teories sobre mineralogia que es basaven en l'observació empírica, inclosa la comprensió del concepte de canals de mena que s'haurien format per la circulació de les aigües subterrànies ('succi') en fissures aparegudes amb posterioritat a la deposició de les roques circumdants. Com s'assenyalarà més endavant, també els xinesos medievals tenien anteriorment concepcions similars.
Per les seves obres, Agricola va ser conegut pòstumament com el «pare de la mineralogia».
Després del treball fundacional escrit per Agricola, la comunitat científica està àmpliament d'acord en què Gemmarum et Lapidum Historia d'Anselmus de Boodt (1550–1632) de Bruges, és el primer treball definitiu sobre mineralogia moderna. El químic miner alemany J.F. Henckel va escriure la seva Flora Saturnisans en 1760, que va anar el primer tractat a Europa que tractava els minerals geobotànics, encara que els xinesos els van esmentar ja en tractats anteriors de 1421 i 1664. A més, l'escriptor xinès Du Wan va fer clares referències als processos de desgast i erosió en la seva Yun Lin Shi Pu de 1133, molt abans de l'obra d'Agricola de 1546.

## Xina i Llunyà Orient
En l'Antiga Xina, la llista literària de minerals més antiga es remunta almenys al segle iv aC, amb el llibre Ji Ni Zi que enumera vint-i-quatre d'ells. Les idees xineses de mineralogia metafísica es remunten almenys a l'antiga dinastia Han (202 aC-220 dC). Des del text del Huai Nan Zi de el segle II aC, els xinesos van usar termes ideològics taoistes per descriure la meteorologia, les precipitacions, els diferents tipus de minerals, la metal·lúrgia i l'alquímia. Encara que la comprensió d'aquests conceptes en els temps de Han era de naturalesa taoista, les teories proposades eren similars a la teoria aristotèlica de les exhalacions mineralògiques (assenyalada més amunt). En el 122 aC, els xinesos van formular així la teoria de la metamorfosi dels minerals, encara que és notada per historiadors com Dubs que la tradició de la doctrina xinesa alquímia-mineralògica es remunta a l'Escola de Naturalistes dirigida pel filòsof Zou Jan (305-240 aC). Dins de les àmplies categories de roques i pedres (shi) i de metalls i aliatges (jin), en temps de Han, els xinesos tenia centenars (si no milers) de tipus enumerats de pedres i minerals, juntament amb teories sobre com s'haurien format.
Al segle V d. C., el príncep Qian Ping Wang de la dinastia Liu Song va escriure en l'enciclopèdia Tai-ping Yu Lan (ca. 444 dC, del llibre perdut Dian Shu, o 'Gestió de totes les tècniques'):
| «                | Les coses més precioses del món s'emmagatzemen a les regions més internes de totes. Per exemple, hi ha orpiment. Després de mil anys es converteix en realgar. Després d'altres mil anys, el realgar es transforma en or groc. | The most precious things in the world are stored in the innermost regions of all. For example, there is orpiment. After a thousand years it changes into realgar. After another thousand years the realgar becomes transformed into yellow gold. | » |
| — Qian Ping Wang | | |   |

A la Xina antiga i medieval, la mineralogia va quedar fermament vinculada a les observacions empíriques en farmacopea i medicina. Per exemple, el famós horòleg i enginyer mecànic Su Song (1020-1101) de la dinastia Song (960-1279) va escriure sobre mineralogia i farmacologia en el seu Ben Cao Tu Jing de 1070. En ella va crear un enfocament sistemàtic per al llistat de diversos minerals diferents i sobre el seu ús en barreges medicinals, com el de totes les formes de mica que es poden usar per guarir diversos mals a través de la digestió. El seu Song també va escriure sobre la fractura subconcoïdal del cinabri natiu, signes de jaciments de menes, i va proporcionar una descripció sobre la forma del cristall. Similar als canals de mena formats per la circulació de l'aigua subterrània esmentats anteriorment amb el científic alemany Agricola, El seu Song va fer declaracions similars pel que fa al carbonat de coure, igual que l'anterior Ri Hua Ben Cao de 970 amb el Sulfat de coure(II) .
El científic de la dinastia Yuan Zhang Si-xiao (mort el 1332) va proporcionar un innovador tractat sobre la concepció dels jaciments de mineral a partir de la circulació de les aigües subterrànies i les fissures de les roques, dos segles abans que Georgius Agricola arribés a conclusions similars. En el seu Suo-Nan Wen Ji, aplica aquesta teoria en descriure la deposició de minerals per evaporació (o precipitació de) les aigües subterrànies als canals de mena.
A més de la teoria alquímica ja esmentada, escriptors xinesos posteriors com el metge de la dinastia Ming Li Shizhen (1518-1593) van escriure sobre la mineralogia en termes similars a la teoria metafísica d'Aristòtil, com va escriure aquest últim en el seu tractat farmacèutic Běncǎo Gāngmù (本草綱目, Compendi de Matèria Mèdica, 1596). Una altra figura de l'era Ming, el famós geògraf Xu Xiake (1587-1641) va escriure sobre jaços minerals i esquists de mica en el seu tractat. No obstant això, mentre la literatura europea sobre mineralogia s'ampliava i variava, els escriptors de les dinasties Ming i Qing van escriure poc sobre el tema (fins i tot en comparació dels xinesos de l'era Song anterior). Les úniques obres d'aquestes dues eres que val la pena esmentar són el Shi Pin ('Jerarquia de les pedres') de Yu Jun en 1617, el Guai Shi Lu ('Roques estranyes') de Song Luo el 1665, i el Guan Shi Lu ('Una mirada a les pedres') el 1668. No obstant això, una figura de l'era Song que val la pena esmentar sobretot és Shen Kuo.

### Teories de Shen Kuo

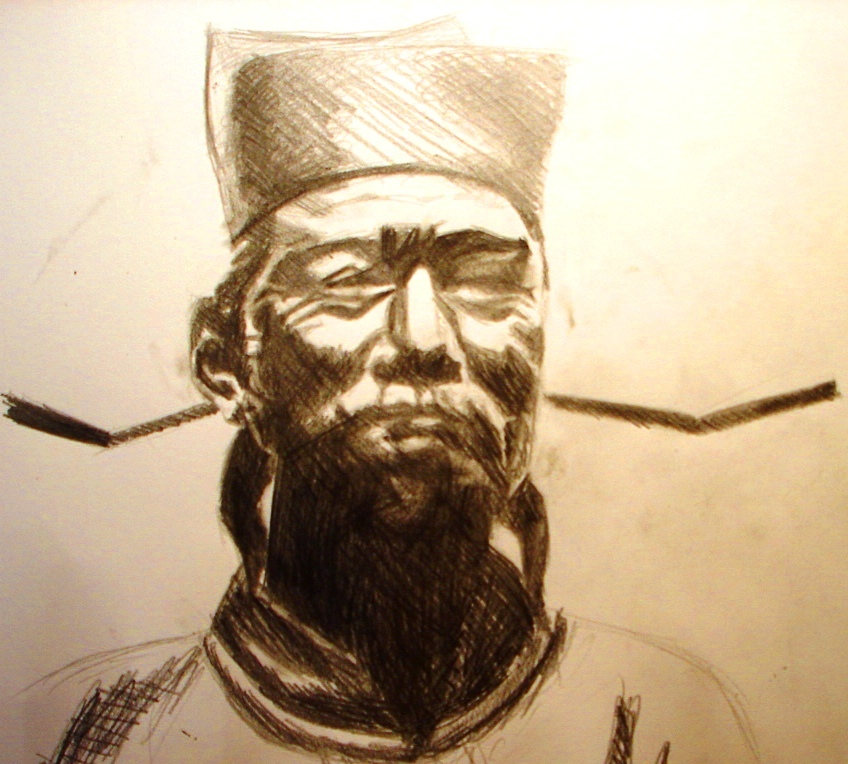
Shen Kuo (沈括) (1031-1095))

L'estadista i científic de la dinastia xinesa Song, Shen Kuo (1031-1095), va escriure sobre la seva teoria de la formació de la terra amb conceptes de mineralogia. En el seu Meng Xi Bi Tan (梦溪笔谈; 'Assajos piscina dels Somnis', 1088), Shen va formular una hipòtesi sobre el procés de formació de la terra (geomorfologia) basant-se en la seva observació de petxines fòssilés marines en un estrat geològic en les muntanyes Taihang, localitzades a centenars de quilòmetres de l'oceà Pacífic. Va inferir que la terra estava formada per l'erosió de les muntanyes i per la deposició de sediments, i va descriure l'erosió del sòl, la sedimentació i l'aixecament. En un treball anterior seu (d'al voltant de 1080), va escriure sobre un curiós fòssil d'una criatura probablement marina que es va trobar molt a l'interior. També és interessant observar que l'autor contemporani del Xi Chi Cong Yu va atribuir la idea de llocs particulars baix del mar on les serps i els crancs estaven petrificats a un Wang Jinchen. Amb els escrits de Shen Kuo del descobriment de fòssils, va formular una hipòtesi sobre el canvi dels climes geogràfics al llarg del temps.< Això es va deure a l'aparició de centenars de bambús petrificats que es trobaven sota terra en el clima sec del nord de la Xina, quan un enorme despreniment de terres en la riba d'un riu els va revelar. Shen va suposar que en temps prehistòrics, el clima de Yanzhou devia haver estat molt plujós i humit com l'era en aquest moment en el sud de la Xina, en el qual els bambús podrien créixer.
De manera similar, l'historiador Joseph Needham va comparar el relat de Shen amb el científic escocès Roderick Murchison (1792–1871), que es va convertir en geòleg després d'observar un providencial despreniment de terres. A més, la descripció de Shen de la deposició sedimentària és anterior a la de James Hutton, qui va escriure el seu innovador treball el 1802 (considerat el fonament de la geologia moderna). L'influent filòsof Zhu Xi (1130–1200) va escriure sobre aquest curiós fenomen natural dels fòssils també, i se sabia que havia llegit les obres de Shen Kuo. En comparació, el primer esment sobre fòssils oposats a Occident es va fer gairebé dos segles després amb Lluís IX de França el 1253, qui va descobrir fòssils d'animals marins (segons el registrat en els arxius de Joinville de 1309).

## Amèrica
Potser el text de mineralogia més influent als segles xix i xx va ser el Manual of Mineralogy [Manual de Mineralogia] de James Dwight Dana, professor de Yale, publicat per primera vegada en 1848. La quarta edició de 1887 es va titular Manual of Mineralogy and Lithology [Manual de Mineralogia i Litologia], es va convertir en un text estàndard de la universitat, i ha estat revisada i actualitzada contínuament per una successió d'editors com a W. E. Ford (13a. i 14a. ed., 1912-1929), Cornelius S. Hurlbut (15a. a 21.ª ed., 1941-1999), i Cornelis Klein (començant en la 22.ª). L'edició número 23 ja està impresa sota el títol Manual of Mineral Science (Manual of Mineralogy) (2007), revisat per Cornelis Klein i Barbara Dutrow.
Igualment influent va ser el System of Mineralogy [Sistema de Mineralogia] de Dana, publicat per primera vegada en 1837, que s'ha actualitzat i revisat sistemàticament. La sisena edició (1892) va ser editada pel seu fill Edward Salisbury Dana. Una setena edició es va publicar el 1944, i la vuitena edició es va publicar el 1997 amb el títol Dana's New Mineralogy: The System of Mineralogy of James Dwight Dana and Edward Salisbury Dana, [Nova Mineralogia de Dana: El sistema de mineralogia de James Dwight Dana i Edward Salisbury Dana], editat per R. V. Gaines et al.